# Smetovi
Smetovi je planina u općini Zenici. Najviši je vrh na 1025 metara nadmorske visine. Od središta Zenice udaljena je oko 8 kilometara.
Poznato je izletište Zeničanima. Lijepih je krajobraza zbog čega je omiljena slikarima i fotografima. Mnogo je uređeno za rekreativce. To su uređene su staze za šetnju, vožnju biciklom, mjesta za roštiljanje, odmor i ostalo. Izgrađeni su športski tereni za košarku, nogomet i odbojku na pijesku, staze za brdski biciklizam i planinarenje. Na planini je športsko-rekreacijski centar. Na platou je restoran i prenoćište. Uređeno je i za zimske ugođaje staza za skijaše i skijaški lift.
Prema narodnoj predaji dobila je ime gdje se gorostas „smeo“, pa je planina dobila ime Smetovi. Gorostas iz narodne predaje zvao se Vran i sukobio se s hrabrim ratnikom imena Duk. Mjesto gdje su se sukobili kiklop Vran i čovjek Duk zove se Vranduk. Gorostas se spodbio i smeo na Smetovima.
Na vrhu Smetova je spomenik podignut borcima Zeničkog partizanskog odreda. Na njemu su imena izginulih boraca i stihovi Izeta Sarajlića: “I ne pitaj jesu li se mogli vratiti, i ne pitaj je li se moglo natrag, dok je posljednji put, crven kao komunizam gorio horizont njihovih želja". Spomenik je izgrađen je 1968. godine, a na metalnu konstrukciju bile su položene aluminijske ploče, koje su za rata nestale, zbog čega sada hrđa.
Sa Smetova je za vedrog vremena vidljivost i do 100 kilometara, pa se mogu vidjeti i obližnje planine Zvijezda, Vranica, Vlašić, Busovačka staja, Lisac i dr.
Na Smetovima djeluje Planinarsko društvo "Željezara". Planinarski dom je na 940 metara nadmorske visine, 10 km od Zenice. Na Smetovima su planinarske staze Pepelari - Smetovi (3 pravca), Nemila - Smetovi i Vranduk - Smetovi. Planinarski dom je pokraj potoka Mračaja, koji se ulijeva nešto dalje u Gračaničku rijeku. 800 metara zapadnije je spomenik Zeničkom partizanskom odredu.

## Galerija
- Spomenik Zeničkom partizanskom odredu 44°14′41″N 17°57′35″E / 44.24476°N 17.95968°E
- Planinarski dom Smetovi (Željezara) 44°14′51″N 17°58′16″E / 44.247422°N 17.971119°E

## Vanjske poveznice
- Planina Smetovi
- Avanti Zenica o Smetovima
- N1 Zimska idila snimljena iz zraka: Planina Smetovi kod Zenice (VIDEO)
- Dron.ba Planina Smetovi kod Zenice - Dron.ba za N1
- Spomenikdatabase
- Slike izletište Smetovi